# Frants Vilhelm Trojel
Frants Vilhelm Trojel (27. februar 1746 – 10. oktober 1819 i København) var en dansk, økonomisk forfatter.
Frants Vilhelm Trojel var søn af præst til Vissenbjerg på Fyn Thomas Trojel (1702-1769) og Elisabeth født Ancher (1733-1793), søster til professor Peder Kofod Ancher, var født i Fuglevig præstegård. 
Efter sammen med sine brødre Peder Kofod Trojel og Peder Magnus Trojel at være blevet undervist i hjemmet dimitteredes han af sin ældre broder, Jacob Kofod Trojel, til
Københavns Universitet 1762, blev alumne på Valkendorfs Kollegium og tog 1766 teologisk eksamen, men forlod studeringerne for at blive landmand, hvortil han altid havde haft lyst. Efter at han nogle år havde været forvalter på Billeskov ved Assens og på Anneberggaard og Ellingegaard på Sjælland, udnævntes han 1781 til kongelig inspektør ved de nye indretninger i Ods Herred og 1790 tillige til forvalter ved det kongelige gods sammesteds; på dette gods foretoges i hans bestyrelsestid store forbedringer, idet hovedgårdene blev forsynet med nye bygninger, deres jorder udskiftet og hensigtsmæssig drift indført, hvorpå de bortforpagtedes uden tiende og hoveri, mens samtidig landsbyerne blev udskiftede på en så fortrinlig måde, at udskiftningen i Ods Herred ansåes for den bedste i Danmark på grund af loddernes regulære former. 
Trojel var desuden i mange år landvæsens- og forligskommissær og i krigens tid en virksom chef for kystmilitsen. Trojel havde 1784 udgivet 2 mindre landøkonomiske afhandlinger, der blev prisbelønnede af det kongelige Landhusholdningsselskab; senere skrev han jævnlig i flere tidsskrifter om samme emne og var 1817-19 medudgiver af Den økonomiske Korrespondent. 1809 tog han sin afsked og døde i København 1819. 1782 havde han ægtet Christine Margrethe Hansen (født på Anneberggaard 1. maj 1763, død i København 29. april 1816), datter af kammerråd, kongelig godsforvalter i Ods Herred Jacob Hansen.